# Pavel Hamet
Pour les articles homonymes, voir Hamet.
Le docteur Pavel Hamet, né le 13 juin 1943  dans le protectorat de Bohême-Moravie, est un médecin, chercheur, éditeur, administrateur et professeur au Québec. Œuvrant au sein du domaine médical, il est titulaire de la Chaire de recherche du Canada en génomique prédictive, professeur de médecine à l’Université de Montréal, professeur associé au département de médecine expérimentale à l’Université McGill et professeur invité à la première faculté de médecine de l’université Charles de Prague. Il est présentement chef du service de médecine génique du centre hospitalier de l'Université de Montréal (CHUM). 

## Biographie
Né le 13 juin 1943 dans le Protectorat de Bohême-Moravie, il entreprend ses études à l'Université Charles, à Prague. Il commence sa carrière comme microchirurgien. En 1966, Pavel Hamet visite Montréal à l'occasion d'un concours de la Fédération internationale des associations d’étudiants en médecine (IFMSA). Il obtient en 1967 un doctorat en médecine de l'Université Charles, année où il s'établit au Québec.
Une fois à Montréal, il rencontre Jacques Genest qui lui offre une bourse à l'Institut de recherches cliniques de Montréal (IRCM). En 1972, Pavel Hamet obtient son doctorat à l'Université McGill, tout en terminant sa spécialité en endocrinologie à l'Université de Montréal. Il a fondé et dirigé le centre de recherche du centre hospitalier de l'Université de Montréal (CHUM) de 1990 à 2006.
Il a été président désigné de la Société Internationale de Pathophysiologie et membre du conseil d’administration de la Société Francophone du Diabète de 2010 à 2014. Il est éditeur associé au Journal of Hypertension et membre de nombreux conseils d’administration dont la Société Francophone du Diabète. Il est également membre de la Commission de l'éthique en science et en technologie du gouvernement du Québec, président et chef de la direction scientifique au sein de la compagnie Medpharmgene. 

## Contributions
Le Dr Hamet est l'auteur ou le co-auteur de plus de 575 publications, dont un bon nombre d'entre elles rédigées en collaboration avec sa femme, la docteure Johanne Tremblay. Parmi ses contributions les plus significatives, le chercheur a permis de définir le rôle du messager cGMP dans le signal de transduction des hormones (cet enzyme devenant plus tard la cible de Viagra), il a amélioré le traitement de l'hypertension (HTN) au Canada, a contribué à la recherche sur le diabète, domaine dans lequel il œuvre à déterminer des déterminants génétiques responsables des complications et consolider les bases de la médecine personnalisée au Québec. Sa carrière est jalonnée de distinctions honorifiques dont le prix Wilder-Penfield en 2001. En 2006, il est intronisé à l’Académie des Grands Montréalais. En 2008, il est reçu Officier par l’Ordre national du Québec et se voit décerner l’International Okamoto Award de la Fondation des maladies cardiovasculaires du Japon. En 2010, il devient l'éditeur associé du Journal of Hypertension. En 2012, il reçoit le prix Roger Assan de la Société francophone du diabète. Ce prix souligne sa contribution significative à l'avancement des connaissances sur le diabète. En 2013, le Centre de recherche du CHUM lui décerne le prix Excellence.

## Distinctions
- 1975 : Prix Jonathan-Ballon-Memorial de la Fondation des maladies du cœur du Québec
- 1981 : Prix Astra de la Société canadienne de l'hypertension artérielle
- 1983 : Grand Montréalais de l'avenir (médecine)
- 1989 : Prix Marcel-Piché de l'Institut de recherches cliniques de Montréal
- 1990 : Prix Harry-Goldblatt de l'American Heart Association
- 1994 : Médaille d'or de l'Académie des sciences de la République tchèque
- 1996 : Prix du scientifique de renommée de la Société canadienne de recherches cliniques
- 2000 : Médecin de mérite (20e anniversaire de L'Actualité médicale)
- 2001 : Prix Wilder-Penfield
- 2005 : Prix Michel-Sarrazin
- 2006 : Grand Montréalais
- 2006 : Chaire de recherche du Canada en génomique prédictive
- 2008 : Officier de l'Ordre national du Québec
- 2010 : Président du Club des Ambassadeurs du Palais des congrès de Montréal[13]
- 2012 : Prix Roger Assan de la Société francophone du Diabète
- 2013 : Prix Excellence du CHUM